# 二异丁基氢化铝
二异丁基氢化铝（DIBAL、DIBAL-H、DIBAH）是有机合成中常用的有机金属还原剂之一，化学式(i-Bu2AlH)2，室温下为无色液体。由烯烃聚合反应的共催化性质而被研究，一般以它溶于有机溶剂（如甲苯）中的形式出售。
它由三丁基铝120-180°C下进行减压热分解制得（β-氢消除反应），副产物为三异丁基铝，可回收使用：
(i-Bu3Al)2  →  (i-Bu2AlH)2  +  2 (CH3)2C=CH2
温度不可过高，否则产物会分解为金属铝。X射线晶体学的数据表明，二异丁基氢化铝存在二聚体（见图）和三聚体，铝为四面体结构，以桥连的氢原子相连。
它在有机合成用作亲电性的温和还原剂，可将酯、腈还原为醛，酰胺还原为醛或胺，羧酸、酰卤还原为醇，α,β-不饱和酯还原为烯丙醇。它与水迅速反应生成氢和异丁烷。